# Олоновское муниципальное образование
Олоновское муниципальное образование— сельское поселение в составе Новоузенского района Саратовской области. Административный центр — село Олоновка.
Законом Саратовской области от 16 мая 2013 года № 69−ЗСО Олоновское и Чертанлинское муниципальные образования преобразованы путём их объединения во вновь образованное муниципальное образование «Олоновское муниципальное образование Новоузенского муниципального района Саратовской области» наделённое статусом сельского поселения.

## Население
| 2010  | 2011  | 2012  | 2013  | 2014  | 2015  | 2016  |
| ----- | ----- | ----- | ----- | ----- | ----- | ----- |
| 647   | ↘646  | ↘629  | ↘610  | ↗1235 | ↘1227 | ↗1234 |
| 2017  | 2018  | 2019  | 2020  | 2021  |       |       |
| ↘1213 | ↗1217 | ↘1201 | ↘1175 | ↘840  |       |       |

## Состав сельского поселения
| № | Населённый пункт | Тип населённого пункта       | Население |
| - | ---------------- | ---------------------------- | --------- |
| 1 | Ближний          | хутор                        | ↘294      |
| 2 | Киевка           | село                         | ↘172      |
| 3 | Курганьков       | хутор                        | 6         |
| 4 | Куровка          | село                         | 26        |
| 5 | Олоновка         | село, административный центр | ↘449      |
| 6 | Хлебороб         | хутор                        | 21        |
| 7 | Чертанла         | посёлок                      | ↗345      |